# Taeromys
Taeromys is een geslacht van knaagdieren dat voorkomt op Sulawesi. Het is nauw verwant aan geslachten als Bunomys en Paruromys. Het geslacht is in 1941 door de Nederlandse zoöloog Henri Jacob Victor Sody voorgesteld. De nieuwe geslachten van Sody werden later min of meer genegeerd, en de soorten van Taeromys werden in Rattus geplaatst, tot Musser (1981) het geslacht weer erkende. Daarna werd het door Musser & Newcomb (1983) wat uitgebreider besproken, maar de eigenschappen van het geslacht bleven altijd wat onduidelijk, tot Musser & Carleton (2005) het geslacht goed definieerden. Alle soorten zijn ofwel zeldzaam ofwel moeilijk te vangen. Arcuomys Sody, 1941 (voor T. arcuatus) is een synoniem van Taeromys.

## Kenmerken
Taeromys omvat grote ratten met een korte, zachte en dichte vacht. Meestal is de rug grijs of grijsbruin (sommige exemplaren van T. celebensis en alle van T. punicans zijn echter roodbruin). De achtervoeten zijn lang en smal. De staart is ongeveer even lang als de kop-romp, behalve bij T. celebensis, die een veel langere staart heeft. Het achterste deel van de staart is wit, het andere deel donkerbruin, behalve bij T. punicans, waarvan de staart maar één kleur heeft. De staart ziet er glad uit, doordat de schubben niet overlappen en de haren erg fijn zijn. Meestal hebben vrouwtjes 1+2=6 mammae, maar sommigen hebben 0+2=4. Het karyotype van een onbeschreven soort bedraagt 2n=42, FN=60. Mannetjes van T. celebensis hebben 2n=39, FN=50, vrouwtjes 2n=39 of 40, FN=49 of 50 (vrouwtjes hebben soms vier X-chromosomen, mannetjes hebben er altijd twee).

## Soorten
Het geslacht omvat acht soorten:
- Taeromys arcuatus (Zuidoost-Sulawesi)
- Taeromys callitrichus (Noordoost- en Midden-Sulawesi)
- Taeromys celebensis (overal op Sulawesi, behalve in het zuidwesten waar subfossielen gevonden zijn)
- Taeromys dominator (overal op Sulawesi)
- Taeromys hamatus (bergen van Midden-Sulawesi)
- Taeromys microbullatus (Zuidoost-Sulawesi)
- Taeromys punicans (Midden- en Zuidwest-Sulawesi)
- Taeromys taerae (Noordoost-Sulawesi)

Abditomys · 
Abeomelomys · 
Aethomys · 
Anisomys · 
Anonymomys · 
Apodemus · 
Apomys · 
Archboldomys · 
Arvicanthis · 
Baiyankamys · 
Baletemys · 
Bandicota · 
Batomys · 
Berylmys · 
Brassomys · 
Bullimus · 
Bunomys · 
Canariomys · 
Carpomys · 
Chingawaemys · 
Chiromyscus · 
Chiropodomys · 
Chiruromys · 
Chrotomys · 
Coccymys · 
Colomys · 
Congomys · 
Conilurus · 
Coryphomys · 
Crateromys · 
Cremnomys · 
Crossomys · 
Crunomys · 
Dacnomys · 
Dasymys · 
Dephomys · 
Desmomys · 
Diomys · 
Diplothrix · 
Echiothrix · 
Eropeplus · 
Frateromys · 
Golunda · 
Gracilimus · 
Grammomys · 
Hadromys · 
Haeromys · 
Halmaheramys · 
Hapalomys · 
Heimyscus · 
Hybomys · 
Hydromys · 
Hylomyscus · 
Hyomys · 
Hyorhinomys · 
Kadarsanomys · 
Komodomys · 
Lamottemys · 
Leggadina · 
Lemniscomys · 
Lenomys · 
Lenothrix · 
Leopoldamys · 
Leporillus · 
Leptomys · 
Limnomys · 
Lorentzimys · 
Macruromys · 
Madromys ·
Malacomys · 
Mallomys · 
Malpaisomys · 
Mammelomys · 
Margaretamys · 
Mastacomys · 
Mastomys · 
Maxomys · 
Melasmothrix · 
Melomys · 
Mesembriomys ·
Micaelamys · 
Microhydromys · 
Micromys · 
Millardia · 
Mirzamys · 
Montemys · 
Mus · 
Musseromys · 
Mylomys · 
Myomyscus · 
Nesokia · 
Nilopegamys · 
Niviventer · 
Notomys · 
Ochromyscus · 
Oenomys ·
Otomys · 
Palawanomys · 
Papagomys · 
Parahydromys · 
Paraleptomys · 
Paramelomys · 
Parotomys · 
Paucidentomys · 
Paulamys · 
Pelomys · 
Phloeomys · 
Pithecheir · 
Pithecheirops · 
Pogonomelomys · 
Pogonomys · 
Praomys · 
Protochromys · 
Pseudohydromys · 
Pseudomys · 
Rattus · 
Rhabdomys · 
Rhynchomys · 
Saxatilomys ·
Serengetimys ·
Solomys · 
Sommeromys · 
Soricomys · 
Spelaeomys · 
Srilankamys · 
Stenocephalemys · 
Stochomys · 
Sundamys · 
Taeromys · 
Tarsomys · 
Tateomys · 
Thallomys · 
Thamnomys · 
Tokudaia · 
Tonkinomys ·
Tryphomys · 
Typomys · 
Uromys · 
Vandeleuria · 
Vernaya · 
Xenuromys · 
Xeromys · 
Zelotomys · 
Zyzomys